# Ames-test
De Ames-test wordt gebruikt om te kijken of een bepaalde stof mutageen is. Dit doet een onderzoeker met behulp van bacteriën. De onderzoeker kijkt niet naar de bacterie zelf maar naar de metabolische activiteiten van de bacterie. Er wordt gebruikgemaakt van bacteriën die géen histidine kunnen aanmaken. Deze bacteriën kunnen dit niet door een mutatie in het DNA. Ze kunnen alleen groeien als de voedingsbodem histidine bevat. De onderzoeker zet de bacteriën (vaak Salmonellae) op een voedingsbodem die geen histidine bevat. Ook voegt de onderzoeker hier de stof toe die mogelijk carcinogeen (kankerverwekkend) is. Als deze stof mutageniteit bevordert zal het DNA van de bacteriën muteren, en zal een deel van het DNA terugmuteren naar de vorm die ervoor zorgt dat de bacteriën wel histidine aan kunnen maken. Voor deze bacteriën is de voedingsbodem zonder histidine geen probleem, terwijl de bacteriën die geen teruggemuteerd DNA dragen in de voedingsbodem niet kunnen overleven. Dus als de mogelijk carcinogene stof mutageniteit bevordert zullen er bacteriën te zien zijn op de voedingsbodem. Als de mogelijk carcinogene stof mutageniteit niet bevordert zal de voedingsbodem leeg zijn. Op deze manier kan nagegaan worden of een stof mutageen en daarmee mogelijk carcinogeen is of niet.
De Ames-test is vernoemd naar de Amerikaanse biochemicus Bruce Ames, die in de jaren 70 over de test heeft gepubliceerd. 